# Siphunculina stigmatica
Siphunculina stigmatica är en tvåvingeart som beskrevs av Kanmiya 1994. Siphunculina stigmatica ingår i släktet Siphunculina och familjen fritflugor.
Artens utbredningsområde är Nepal. Inga underarter finns listade i Catalogue of Life.